# Pavelló Onze de Setembre
El Pavelló Onze de Setembre és un pavelló poliesportiu ubicat a la ciutat de Lleida. Construït l'any 1986, té una capacitat de 2.200 persones (620 seients recents) i disposa de 8 vestidors, calefacció central i grades a dos laterals. La superfície total bruta és de 2.235m2 i la superfície útil de joc és de 1.257m2, amb paviment de parquet.
L'Onze de Setembre fou el primer pavelló del desaparegut Lleida Basquetbol des de la seva fundació el 1997 fins al 2001, quan l'equip assolí la màxima categoria a nivell espanyol (ACB) i va haver de traslladar-se al nou pavelló Barris Nord perquè l'Onze de Setembre no complia amb la capacitat mínima exigida per la lliga. El 2003 va passar a ser la pista oficial del Lleida Llista Blava, l'equip d'hoquei lleidatà que juga a l'OK Lliga.
A part d'haver estat pavelló de l'equip de basquet i ser l'actual pavelló de l'equip d'hoquei, en aquest pavelló també s'hi han celebrat altres esdeveniments, com ara torneigs d'handbol, clínics de basquet, partits amistosos entre seleccions, torneigs de futbol sala, etc.

## Pandèmia de la COVID-19

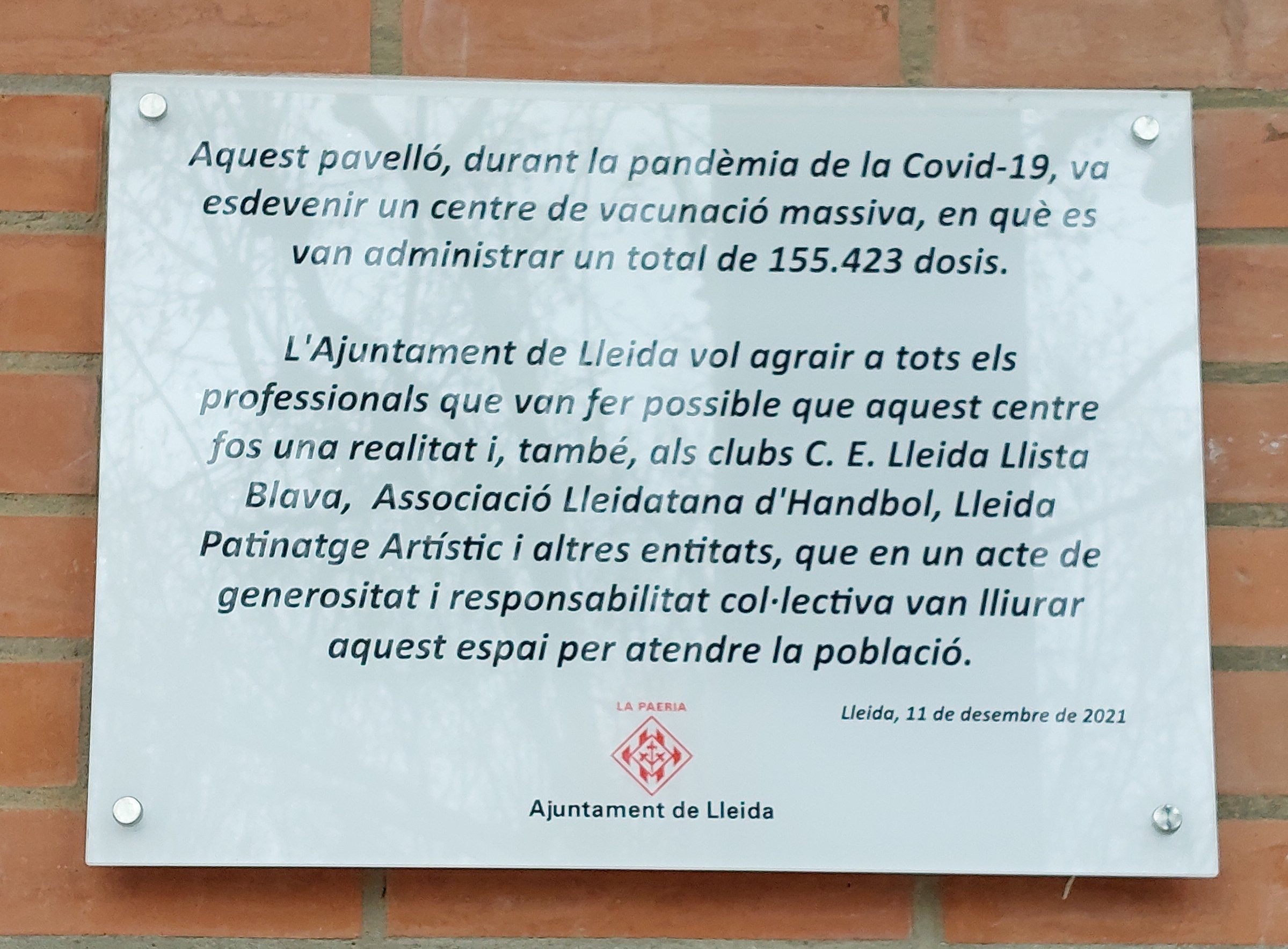
Placa commemorativa instal·lada al pavelló.

Durant l'estiu de 2020 el pavelló fou cedit al Departament de Salut de la Generalitat de Catalunya, que l'habilità com a hospital de campanya per la pandèmia de COVID-19 i, posteriorment, com a punt de vacunació massiva. Aquest fet impedí temporalment el desenvolupament d'activitats esportives.